# روالد فان دير ليند
روالد فان دير ليند (بالهولندية: Roald van der Linde)‏ هو سياسي هولندي، ولد في 22 نوفمبر 1968. حزبياً، نشط في حزب الشعب من أجل الحرية والديمقراطية. وقد انتخب عضو مجلس نواب هولندا ‏ (7 سبتمبر 2017 – ) وانتخب عضو مجلس نواب هولندا ‏ (8 نوفمبر 2012 – 22 مارس 2017).